# قلعه اردلان (تویسرکان)

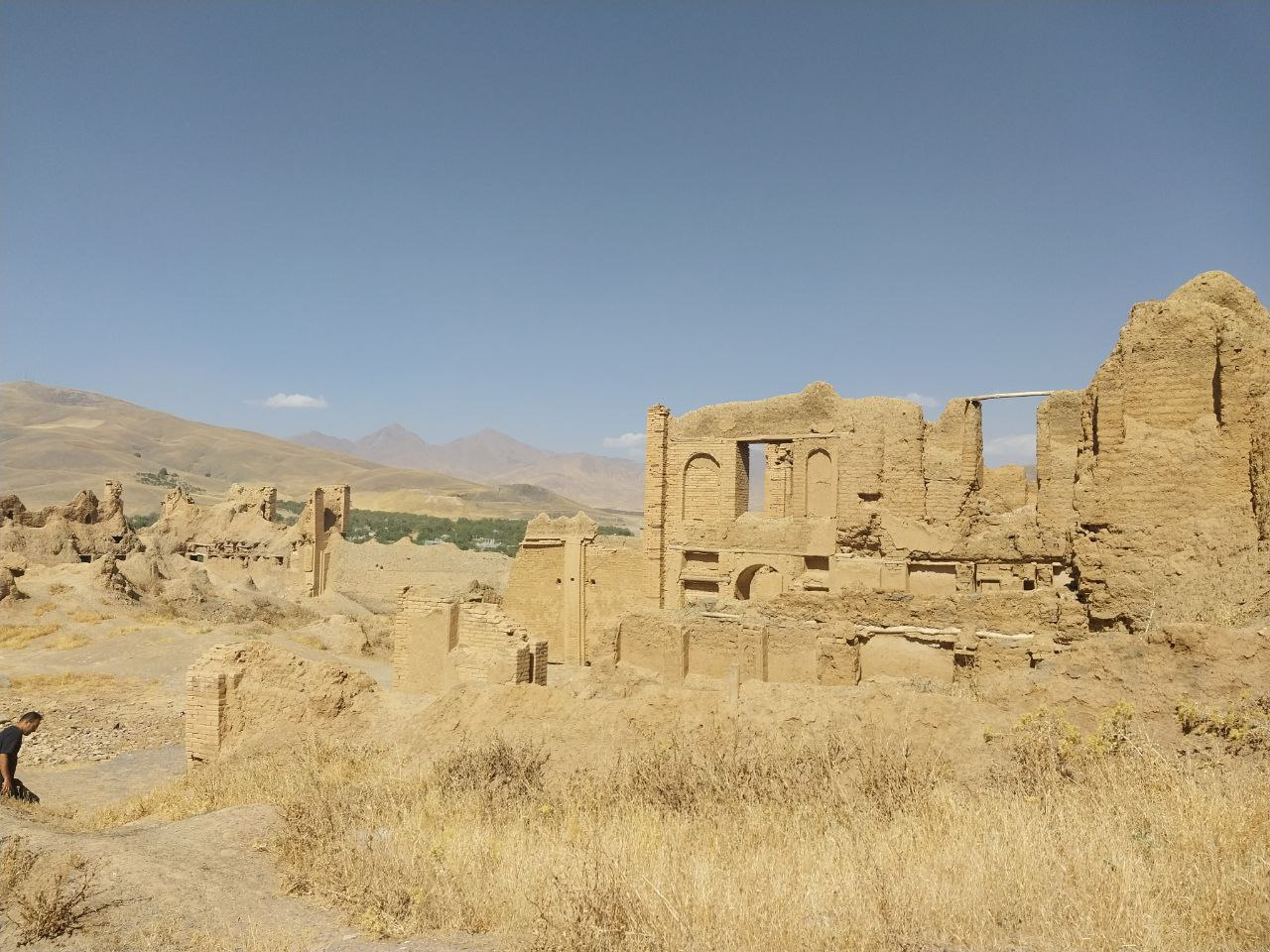
نمای داخلی قلعه اردلان تویسرکان

قلعه اردلان مربوط به دوره صفویه است و در شهرستان تویسرکان، روستای اشتران واقع شده و این اثر در تاریخ ۱۰ بهمن ۱۳۸۳ با شمارهٔ ثبت ۱۱۳۷۹ به‌عنوان یکی از آثار ملی ایران به ثبت رسیده‌است.

## وضعیت فعلی قلعه
قعله اردلان که بیش از ۴۰۰ سال از ساخت آن می‌گذرد و در سال ۱۳۸۳ نیز ثبت آثار ملی شده است اما به دلیل عدم تخصیص بودجه کافی در حال تخریب است. این قلعه دارای 11 ورثه می‌باشد که با همکاری سازمان میراث فرهنگی ایران در دهه ۹۰ شمسی توانستند بخش هایی از آن را مرمت کنند. در حال حاضر بخش‌های درونی قلعه به دلیل بارندگی در حال تخریب شدید قرار دارد.

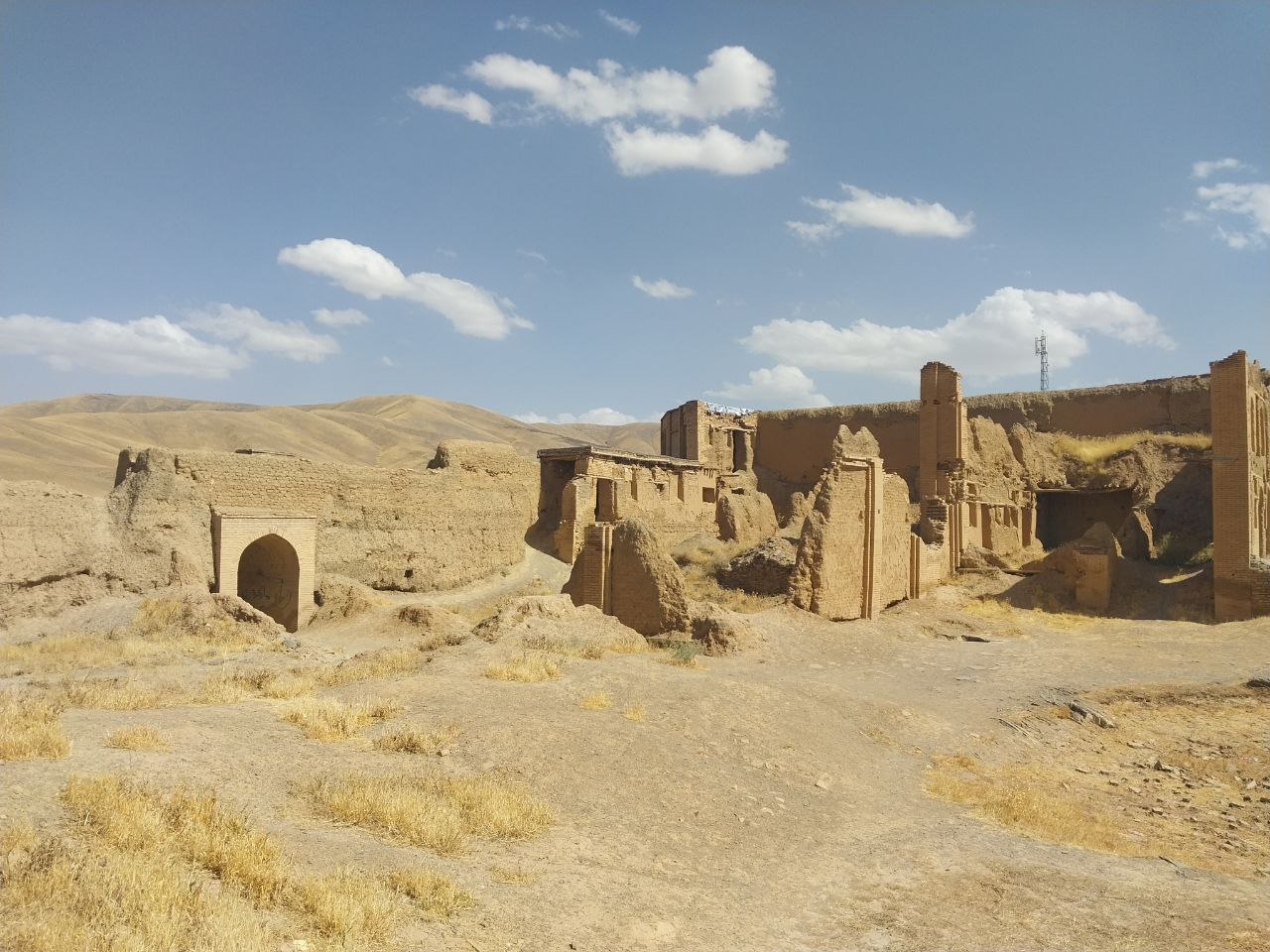
وضعیت قلعه اردلان